# Фроліха (маршрут)

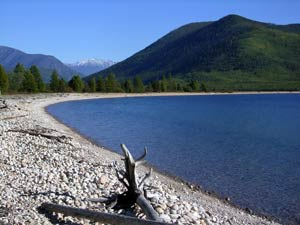
Вихід на Фроліхинську затоку

Фроліха — піший туристичний маршрут, що пролягає вздовж північно-східного берега озера Байкал  в північній частині історико-природного області Підлемор'я. 
Протяжність маршруту складає близько 95 км, тривалість перебування в дорозі — близько 12 днів . Більшість туристів відвідує регіон влітку — у червні-серпні. Основні визначні місця на маршруті мальовниче озеро Фроліха, а також термальні джерела Хакуси. У 2009-2010 роках до проекту популяризації стежки приєдналися також інвестори з Дрездена (Німеччина).